# Орионе, Луиджи
Луи́джи Орио́не (итал. Luigi Orione; 23 июня 1872[…], Понтекуроне, Пьемонт — 12 марта 1940[…], Сан-Ремо, Лигурия) — святой Римско-Католической Церкви, монах, священник, основатель мужского монашеского миссионерского объединения «Конгрегация Божественного Провидения», известного ныне также как орионисты (женская ветвь — орионистки).

## Биография
Луиджи Орионе был четвёртым ребёнком в семье Витторио и Каролины Орионе. С самого раннего возраста Луиджи стал помогать своему отцу в дорожных работах, поэтому из-за этого не смог окончить начальную школу, в которой он проучился только первые два года.
4 октября 1886 года Луиджи Орионе вступает в ораторий Дона Боско, где он принимает активное участие в жизни религиозной ассоциации Непорочной Девы Марии.
16 октября 1889 года он начинает учиться в семинарии. Во время обучения в семинарии он организует неформальную группу для своих сверстников, которые не смогли закончить обучение в колледже из-за нехватки денежных средств. Эта группа стала в будущем основой монашеской конгрегации Божественного Провидения.
13 апреля 1895 года его рукополагают в священники. Будучи священником, он продолжает заниматься своей неформальной группой, думая создать из неё новую монашескую конгрегацию. В 1897 году он начинает писать устав для этой группы, в которую вскоре начинают вступать и другие священники. С разрешения местного епископа Луиджи Орионе и вступившие в его религиозную группу священники живут строгой монашеской жизнью. 30 июля 1899 года первые трое человек принесли монашеские обеты, тем самым основав новую конгрегацию, которая с 1903 года носила название «Конгрегация сыновей Божественного Провидения», а в 1912 году поменяла имя на «Конгрегация малых дел Божественного Провидения», продолжая, впрочем, использовать и старое имя.
23 марта 1903 года епископ Банди разрешил деятельность новой конгрегации в своём диоцезе. В декабре 1906 года Устав «Конгрегации Божественного Провидения» был утверждён римским папой Львом XIII.
В июне 1915 года Луиджи Орионе основывает женскую конгрегацию «Малые сёстры- миссионерки Милосердия», которая начинает заниматься благотворительной деятельностью среди бедных, больных и беспризорных детей.
4 августа 1921 года Луиджи Орионе совершает миссионерскую поездку в Бразилию и Аргентину, где организует ремесленные и художественные школы, предназначенные для несовершеннолетних.
В июле 1922 года он посылает священников из основанной им конгрегации в Палестину для того, чтобы открыть там сельскую колонию и приют для итальянцев-переселенцев. В 1924 году открывает новые монастыри в Польше.

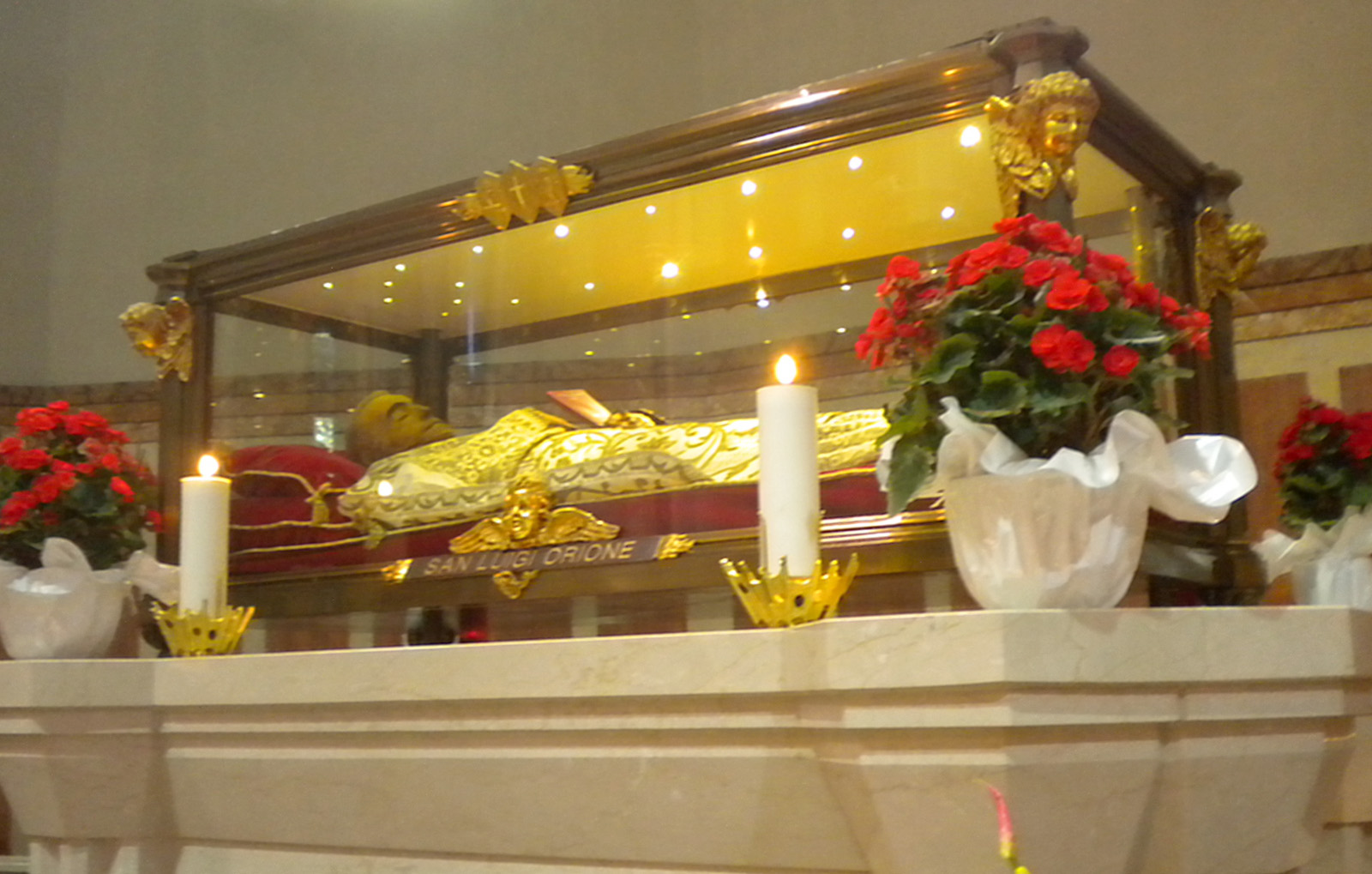
Мощи святого Луиджи Орионе

В августе 1927 года Луиджи Орионе основывает женскую конгрегацию «Слепые сёстры святого Таинства» с особым облачением и уставом.
16 апреля 1928 года он начинает строить храм в городе Тортона, Италия, строительство которого было окончательно завершено установкой статуи Девы Марии на колокольне в 1959 году.
В 1934 году он посещает Латинскую Америку, где основывает новые монастыри своей конгрегации. В 1939 году посещает римского папу Пия XII.
Мощи Луиджи Орионе хранятся в крипте храма Мадонны Заступницы в городе Тортоне, Италия.

## Прославление
26 октября 1980 года Луиджи Орионе причислен к лику блаженных римским папой Иоанном Павлом II. 16 мая 2004 года причислен к лику святых.